# 希費嫩湖
46°51′16″N 7°09′59″E / 46.85444°N 7.16639°E

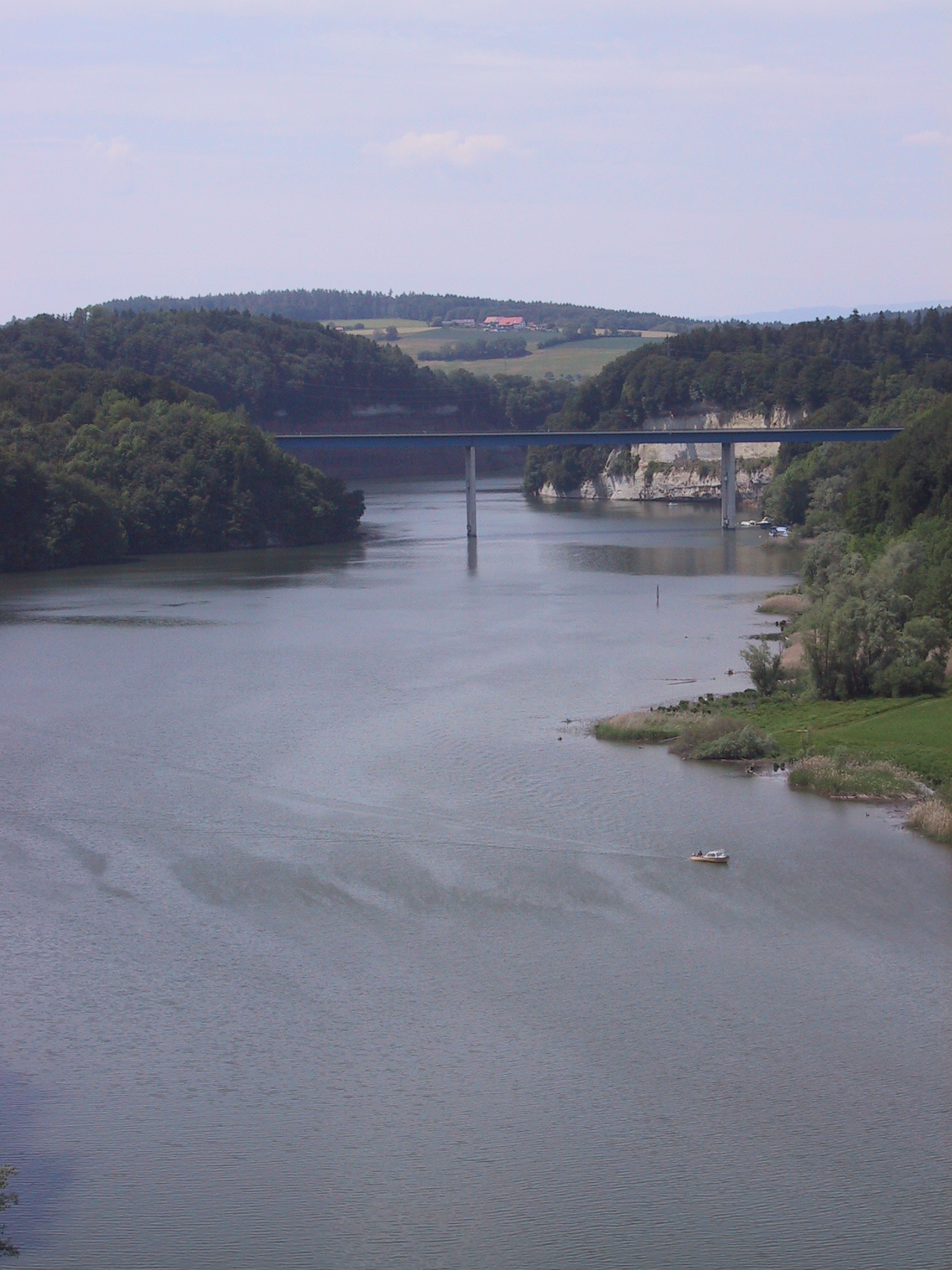

希費嫩湖是瑞士的人工湖泊，位於該國西部弗里堡州，面積4.25平方公里，集水區面積1,400平方公里，海拔高度532米，最大水深38米，蓄水量6,500萬立方米。